# Colours of Ostrava

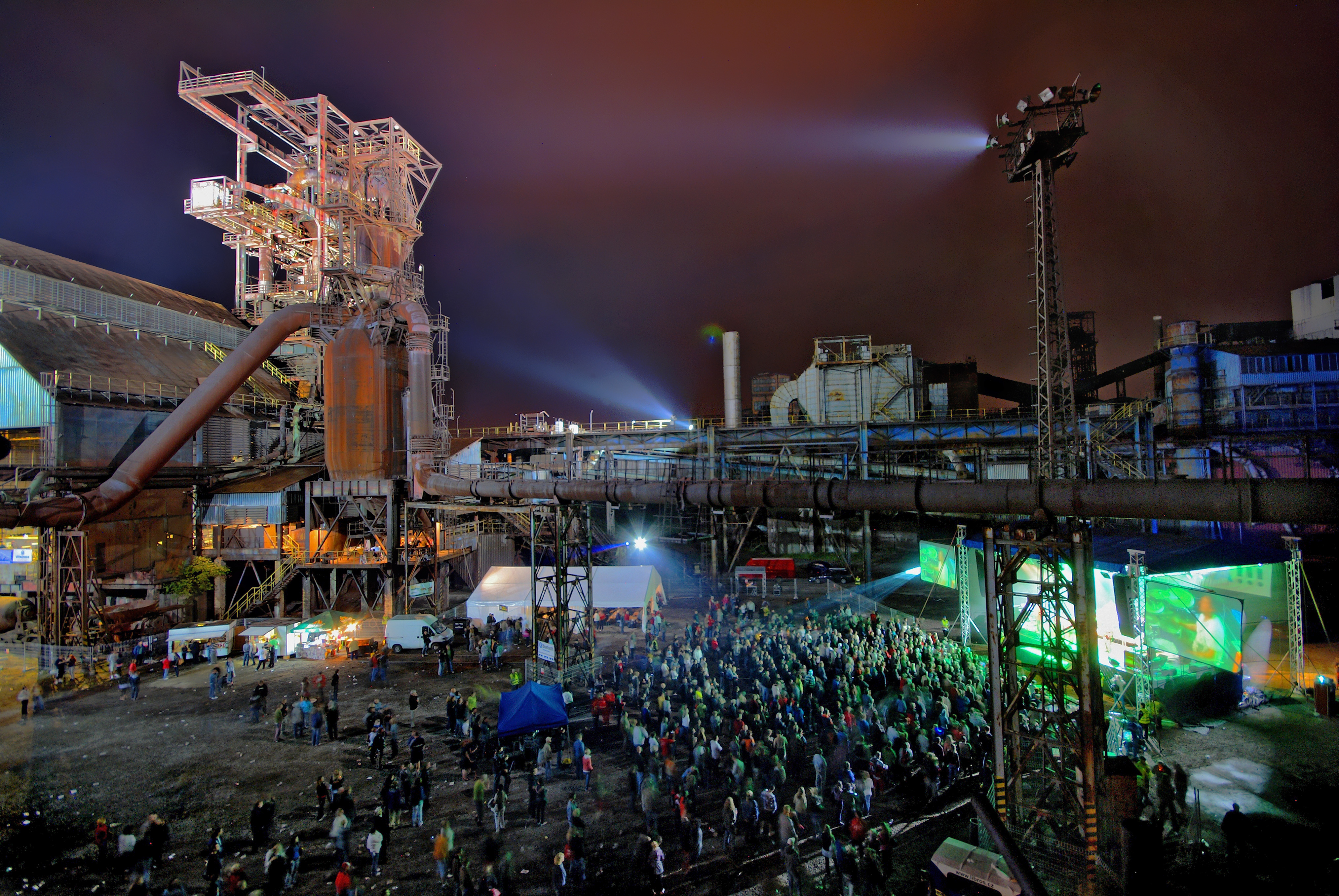
Colours of Ostrava 2012

Colours of Ostrava ist ein seit 2002 jährlich im Juli veranstaltetes Musikfestival in der tschechischen Stadt Ostrava. Die ersten beiden Jahrgänge fanden in der Innenstadt statt, mit zunehmender Besucheranzahl wurde das Festival 2004 zunächst auf die Burg, 2012 schließlich auf das Gelände der ehemaligen Eisenwerke im Stadtteil Vítkovice verlegt.

## Programm
Auftretende Gruppen (Auswahl):
- 2002: sechs Bühnen mit 50 Bands und 24 DJ, davon 14 ausländische Mitwirkende.
- 2003: neun Bühnen mit 60 Bands, darunter Goran Bregović & Wedding and Funeral Band, Geoffrey Oryema (UGA), Kosheen (GB)
- 2004: Natacha Atlas (GB), Bob Geldof (IE), Rachid Taha (Algeria/FR), So Kalmery (COD), Urban Trad (B), Oyster band (GB), Elliot Murphy (USA/FR).
- 2005: George Clinton, Asian Dub Foundation (GB), Fun-Da-Mental (GB), Transglobal Underground (GB), Alabama 3 (GB), Mariza (PT), Daara J (SEN), The Klezmatics (USA), Septeto Nacional (CU).
- 2006: 123 Bands, darunter: Salif Keita, Robert Plant, Gogol Bordello, Resin Dogs, The Frames, Delirious?, Woven Hand, Cheikh Lô,    Mariem Hasan, Zakopower, Canaman, Stephan Micus.
- 2007: Marianne Faithfull, Mando Diao, Bajofondo Tango Club, Gipsy Kings, Coldcut, Orange Blossom, The Idan Raichel Project, Goran Bregović, Richard Bona, Balkan Beat Box, CocoRosie, Martyna Jakubowicz
- 2008: Goldfrapp, Happy Mondays, Jan Garbarek Group, Gogol Bordello, Habib Koité, Dandy Warhols, Koop, Lou Rhodes, Shantel & Bucovina Club, Hawkwind, Craig Adams and The Higher Dimension Praise, Deva Premal
- 2009: Asian Dub Foundation, David Byrne, Jamie Cullum, Johnny Clegg, Jon Anderson, KTU, Michael Nyman, Morcheeba, Maceo Parker, Mamady Keita, Mercury Rev, Glenn Kaiser Band.
- 2010: Iggy Pop & The Stooges, The Cranberries, Regina Spektor, The Proclaimers, Jaga Jazzist, Erik Truffaz Paris Project, Porcupine Tree, Mor Karbasi, Alejandro Toledo and the Magic Tombolinos, Mokoomba, Sophie Hunger, New York Ska-Jazz Ensemble.
- 2011: Grinderman (UK), Salif Keïta (MLI), Yann Tiersen (F), Clannad (IRL), Swans (US), Apollo 440 (UK), Brendan Perry (UK), Santigold (US), The Horrors (UK), The Herbaliser (UK), Blackfield (UK/ISR), Lisa Hannigan (IRL), Joan As Police Woman (US), Mono (JAP).
- 2012: Alanis Morissette (CAN), Bobby McFerrin (USA), The Flaming Lips (USA), Zaz (F), Janelle Monáe (US), Antony and the Johnsons, Rufus Wainwright, Animal Collective (US), Infected Mushroom (ISR), Mogwai (UK), Parov Stelar Band (A), Kronos Quartet / Kimmo Pohjonen Hugh Masekela (JAR), Ibrahim Maalouf (LBN), Staff Benda Bilili (CG), Orquesta Típica Fernández Fierro (ARG), R.U.T.A. (PL).
- 2013: Sigur Rós (ISL), Jamie Cullum (UK), The xx (UK), The Knife (S), Tomahawk (US), Damien Rice (IRL), Bonobo (UK), Asaf Avidan (ISR), Woodkid (F),  Gin Ga (A), Russkaja (A), Dub FX (AUS), Devendra Banhart (US), Tiken Jah Fakoly (CI), Rokia Traoré (MLI), Inspiral Carpets (UK), Jon Hassell (US), Maria Peszek (PL), Kumbia Queers (ARG), Irie Révoltés  (D), Mich Gerber (CH).
- 2014: Robert Plant (UK), The National (US), Zaz (F), MGMT (USA), Bastille (UK), John Newman (UK), John Butler Trio (AUS), Angélique Kidjo (BEN), Emilíana Torrini (ISL), Trentemøller (DAN), Seasick Steve (US), The Asteroids Galaxy Tour (DAN), Ólafur Arnalds (ISL), MØ (DAN), Shaka Ponk (F), Charles Bradley And His Extraordinaires (US), Les Tambours du Bronx (F), Hidden Orchestra (UK).
- 2015: Björk (ISL), Kasabian (UK), Rudimental (UK),  Mika (UK), Caribou (CAN), Clean Bandit (UK), The Cinematic Orchestra (UK), Rodrigo y Gabriela (MEX), Klangkarussell (A), HVOB (A).
- 2016: 130 bands, davon 76 aus dem Ausland, darunter: Tame Impala (AUS), Of Monsters and Men (ISL), M83 (F), Passenger (UK), Thievery Corporation, Kodaline (IRL), The Vaccines (UK), Caro Emerald (NL), Underworld (UK), Sharon Kovacs (NL), Monkey Business (CZ), Lake Malawi (CZ)
- 2017: 20 Bühnen mit 132, davon 80 aus dem Ausland, darunter: Imagine Dragons (US), alt-J (UK), Norah Jones (US), Jamiroquai (UK), Midnight Oil (AUS), Moderat (D), Birdy (UK), LP (US), Laura Mvula (UK), Benjamin Clementine (UK), Unkle (UK), Michael Kiwanuka (UK), Justice (F), Zrní (CZ), Aneta Langerová (CZ), Nouvelle Vague (F), Walking on Cars (IRL), Faada Freddy (SEN).
- 2018: N.E.R.D mit Pharrell Williams (USA), Kygo (NOR), Jessie J (UK), George Ezra (UK), Joss Stone (UK), London Grammar (UK), Grace Jones (Jamajka), Kaleo (Island), Beth Ditto (USA), Paul Kalkbrenner (D), Ziggy Marley (Jamaika), Cigarettes After Sex (USA), Mura Masa (UK), Oumou Sangaré (Mali), Jon Hopkins (UK), Calexico (USA), Aurora (NOR), Slaves (UK).